# Mikulin AM-42
El Mikulin AM-42 fue un motor de aviación refrigerado por líquido desarrollado en la Unión Soviética. Era una versión de alta potencia basado en la versión AM-38F del modelo previo AM-38, siendo empleado en el caza Ilyushin Il-1 y en los aviones de ataque Ilyushin Il-8 e Ilyushin Il-10.

## Especificaciones
- Tipo: 12 cilindros en V a 60°
- Diámetro: 160 mm
- Carrera: 190 mm
- Desplazamiento: 46,66 litros
- Peso: 996 kg
- Alimentación: carburador
- Refrigeración: líquida
- Potencia: 1.490 kW (2.000 hp) a 2.500 rpm
- Potencia específica: 31,9 kW/L
- Compresión: 5,5:1
- Relación potencia/peso: 1,5 kW/kg